# America Football Club
L'America Football Club è una società calcistica brasiliana di Rio de Janeiro, fondata il 18 settembre 1904. L'America ha ispirato la creazione di molti altri club di nome América, sia in Brasile che in altri paesi. Tra i titoli vinti dal club c'è il Torneio dos Campeões del 1982, organizzato dalla CBF. Nella classifica delle squadre con più titoli del Campionato Carioca, l'América è al quinto posto.

## Storia

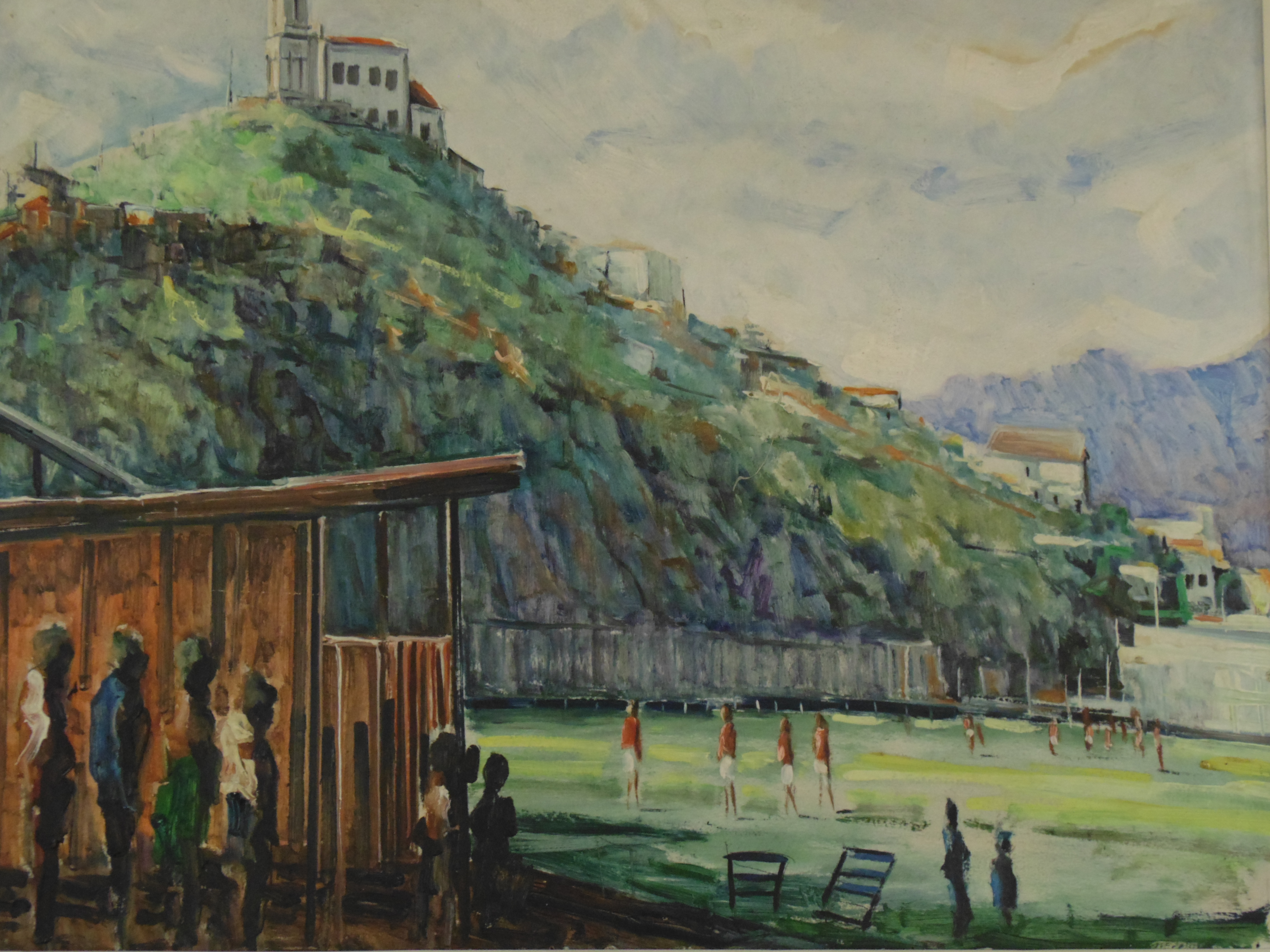
Stadio Wolney Braune, ex campo di Andaraí. Sullo sfondo, la Chiesa di Santo Antônio de Lisboa.

### Gli inizi e i primi titoli: 1904-1920
Il club fu fondato il 18 settembre 1904, nella casa di uno dei suoi fondatori, Alfredo Mohrstedt, in via Praia Formosa. Tra i suoi titoli ottenuti, 7 Campionati Carioca, 1 Taça Guanabara, 1 Taça Rio e il Torneio dos Campeões della CBF.
I suoi colori sociali all'inizio erano il bianco ed il nero, sostituiti per volere di Belfort Duarte dall'attuale divisa rosso-bianca nel 1908, scelta in onore del Associação Athletica Mackenzie College, squadra di San Paolo, che l'America aveva affrontato in una partita amichevole.
Il primo campo da gioco dell'America fu un terreno nell'Estrada de Ferro Rio D'Ouro, in Rua Pedro Alves. Il 12 agosto 1906, i club si trasferì in Rua São Francisco Xavier, 78. Visto però che quel campo non aveva le misure regolamentari, vennero usati nel 1908 il campo del Bangu, in Rua Ferrer e nel 1910, quello del Fluminense, in Rua Guanabara (l'attuale via Pinheiro Machado).
Nel 1911 l'America riuscì ad ottenere un campo regolamentare, in Rua Campos Sales nella zona di Tijuca, dopo la fusione con l'Haddock Lobo Football Club.I dirigenti dell'America convinsero quelli dell'Haddock Lobo a mantenere come colori sociali quelli del club, e successivamente anche a lasciare inalterato il nome di America Football Club. La fusione quindi consistette nell'arrivo dei giocatori dell'Haddock Lobo (tra i quali vi era Marcos Carneiro de Mendonça), e nell'utilizzo del campo. L'America ottenne altri giocatori dall'estinto Riachuelo Football Club nel 1911. Il 18 settembre 1912 l'America organizzò la prima partita internazionale della sua storia, venendo sconfitto dalla Nazionale di calcio del Cile per 3 a 2.
Nel 1913 l'America quando conquistò il Campionato Carioca con 12 vittorie e 3 sconfitte, battendo il São Cristóvão il 30 novembre con il risultato di 1 a 0.
Sempre nel 1913, l'America fu il primo club carioca ad entrare nel basket, grazie a Henry J. Sims, allora direttore dell'Associação Cristã de Moços.
Il 12 ottobre 1914, l'America fu una delle squadre della seconda partita giocata in notturna in Brasile, sconfiggendo il Vila Isabel per 6 a 1.
Avendo chiuso i Campionati Carioca 1914 e 1915 rispettivamente al 4º e 3º posto, l'America tornò a vincere il titolo nel 1916 vincendo 1-0 contro il São Cristóvão con un gol di Gabriel de Carvalho.

### 1921-1935: quattro titoli carioca
Giunto al secondo posto nel campionato statale del 1921, perdendo contro il Flamengo, l'America vinse il campionato 1922 sempre contro il São Cristóvão, stavolta per 3 a 1. Con la vittoria nel Campionato Carioca 1922, l'America ricevette il titolo di Campeão do Centenário da Independência do Brasil.
Nel 1924 l'America fece alcuni lavori al suo stadio di via Campos Sales. L'America vinse nuovamente il titolo nel 1928 vincendo 13 partite, pareggiandone 4 e perdendone 1, sconfiggendo all'ultimo turno il Fluminense per 3-1 allo stadio di via Campos Sales.
Nel 1929 l'América iniziò l'anno con tour in Argentina e in Uruguay, perdendo 2 partite contro l'Argentina (1 a 6 e 0 a 2), vincendo contro il Ferro Carril Oeste per 5 a 1 e pareggiando con il Combinado Portenho (abitanti di Buenos Aires) per 1-1. In Uruguay l'América pareggiò con il Peñarol per 1 a 1. Sempre nello stesso anno pareggiò contro il Ferencvaros, squadra campione d'Ungheria, per 1 a 1.
Il 3 novembre 1929 l'America dovette ripetere una partita contro il Botafogo, vincendo 11-2.
Nel 1930 chiuse il Campeonato Carioca al terzo posto, con Sobral capocannoniere del campionato e due giocatori partecipanti al campionato del mondo 1930. L'America fu campione carioca nel 1931 battendo il Bonsucesso per 3-1, con 2 gol di Carola e uno di Adalberto.
Nel 1935 il pareggio con il Flamengo permise al club di vincere il titolo statale con 11 vittorie, 2 pareggi e 2 sconfitte.

### 1936-1949: i tornei Extra, Relâmpago e Início
Nel 1937, l'America e il Vasco da Gama si affrontarono nel derby chiamato Clássico da Paz.
L'America vinse il Torneio Extra nel 1938, pareggiando per 2-2 contro il Flamengo sul campo del São Cristóvão, con gol di Lacínio e Gallego per il club biancorosso. Il 18 dicembre 1938, durante una partita del Campionato Carioca, giocando in casa in via Campos Sales, l'America riuscì a rimontare il Vasco da 0-4 a 6-4.
Il 30 luglio 1939, sempre durante un match con il Vasco, il centravanti dell'América, Plácido de Assis Monsores, si ruppe l'avanbraccio ma continuò a giocare, e il club vinse quel derby per 3 a 1.
Il 1945 iniziò con un tour dell'America negli Stati del Nord e Nord-Est del Brasile per poi vincere il Torneio Relâmpago a Rio, battendo il Vasco per 2-1, con doppietta di Maneco.
Nel 1946 invece il Torneio Relâmpago venne vinto dal Vasco, il Torneio Municipal dal Botafogo e il Torneio Início dal Flamengo. Nel 1949 l'America vinse il Torneio Início battendo il Bangu per 1 a 0 in finale, con gol di Hilton Viana su calcio di rigore.

### 1950-1960
Il club arrivò in finale del Campionato Carioca al Maracanã perdendo nel 1950 per 2-1 contro il Vasco, davanti a 121.765 spettatori (di cui 104.775 paganti). In 20 partite l'America aveva ottenuto 14 vittorie, 3 pareggi e 3 sconfitte, con 52 gol fatti e 30 subiti.
Nel 1951 le squadre inglesi dell'Arsenal e del Portsmouth fecero un tour in Brasile, ed entrambe affrontarono l'America al Maracanã. Il 27 maggio l'America sconfisse l'Arsenal davanti a 20.856 spettatori (di cui 14.574 paganti), con gol di Dimas e Rubens. L'8 giugno sconfisse il Portsmouth per 3 a 2, con gol di Rubens, Ranulfo e Dickinson (autorete), con doppietta di Reid per gli inglesi.
Il 18 luglio 1951, l'America vinse una partita tenutasi a Montevideo, contro la Nazionale di calcio dell'Uruguay, che si svolse anche per commemorare l'anniversario della vittoria del campionato del mondo 1950. Davanti a 65.000 uruguaiani, l'America sconfisse la Celeste per 3 a 1
Nel Torneio Extra Carlos Martins da Rocha del 1952, l'America sconfisse il Flamengo per 1 a 0 dopo 148 minuti di gioco, visto che il regolamento di allora prevedeva recuperi di 15 minuti fino alla vittoria di uno dei due club; il gol della vittoria fu realizzato dal centrocampista Ari.
Il Jornal dos Sports pubblicò il 31 dicembre 1954 una classifica stilata dall'istituto statistico IBOPE che classificò la tifoseria dell'America al quarto posto nello Stato di Rio de Janeiro, con il 6%, 1% più dei tifosi del Botafogo.
Nel Campionato Carioca 1954 l'America si classificò al secondo posto battendo il Fluminense 3-0, il 16 febbraio 1955, con 2 gol di Alarcon e 1 di João Carlos. In 27 partite l'America ottenne 17 vittorie, 6 pareggi e 4 sconfitte, segnando 59 gol e subendone 27.
L'America si era già classificata seconda nel 1950, 1954 e nel 1955.
Nell'aprile del 1955, furono acquistati Canário, Washington e J. Alves dall'Olaria, con Canário che in quel periodo giocava per la Nazionale di calcio brasiliana. Nel 1960, Canário fu il primo brasiliano a vincere la Coppa dei Campioni, con il Real Madrid.
Tra giugno e luglio, l'America partecipa al Torneio Charles Miller, a San Paolo del Brasile e diventa vicecampione, sconfiggendo Flamengo (1-0), Peñarol (4-1), Benfica (4-2), perdendo con il Corinthians (3-1) e pareggiando con il Palmeiras (2-2).
Sempre il luglio l'America vince il Torneio Quadrangular Internacional, a Lima, capitale del Perù, battendo Universitario de Deportes (3-1), Alianza Lima (4-2) e il Santos in finale per 2-1, con 2 gol di Alarcon.
Il tecnico Martim Francisco se ne va dopo il Campeonato Carioca 1955; la squadra comunque vinse il titolo di Campeão do Terceiro Turno nel 1955, battendo il Fluminense in finale con il punteggio di 2 a 0.
Sempre nel 1955, l'America andò anche in tournée in Europa, per un totale di diciotto partite, vincendone 13 pareggiandone 3 e perdendone 2. Nel 1960 il club vinse il Campeonato Carioca, battendo il Fluminense.

### 1961-1970: titolo regionale e Torneio Internacional
Il18 ottobre 1961 l'America vinse nella Zona Sul della Taça Brasil, battendo 2-1 il Sociedade Esportiva Palmeiras davanti a 30.000 spettatori (19.130 paganti).
Vinse il Torneio Internacional Negrão de Lima al Maracanã, nel 1967, che contava anche la partecipazione di Nacional di Montevideo (l'America vinse 1-0), dell'Huracán di Buenos Aires (vittoria dell'America 4-0) e del Vasco, che venne sconfitto dall'America in finale per 3-1, con tripletta di Edu.

### 1971-1980: la grande squadra
Negli anni settanta, e nonostante non avesse vinto il Campionato Carioca, l'America conquistò la Taça Guanabara 1974 (e nel 1975 arrivò secondo) in un'altra finale contro il Fluminense, ancora con 100.000 spettatori al Maracanã. Tra i giocatori dell'America di quel periodo c'era Luisinho, o Luís Alberto da Silva Lemos, il miglior marcatore della storia del club, con 311 gol segnati tra gli anni settanta e ottanta.
Un altro giocatore con più presenze fu il difensore tedesco naturalizzato brasiliano, Alex, che giocò 670 partite nell'America (tra il 1967 e il 1979).
Nel 1979, l'America ebbe in squadra il capocannoniere del Campeonato Brasileiro, César, con 13 gol, come quando, durante il Torneio Roberto Gomes Pedrosa 1969, Edu era stato il miglior marcatore, con 14 gol, facendo meglio anche di Pelé. Già nel Campeonato Estadual do Rio de Janeiro (l'attuale Campeonato Carioca), il capocannoniere fu un giocatore dell'America, nel 1914 (Ojeda, 9 gol), 1929 (Telê, 23 gol), 1974 (Luisinho, 20 gol) e 1983 (Luisinho, 22 gol).

### 1981-1999
Il 12 giugno 1982, l'America vinse il Torneio dos Campeões, organizzato dalla CBF con i maggior club brasiliani, battendo il Guarani (SP) per 2-1. Nello stesso anno il club vinse anche la Taça Rio, secondo turno del Campionato Carioca, battendo il Fluminense per 4 a 2.
Fino al 1986 disputò tutte le edizioni del Campeonato Brasileiro Série A ed era allora secondo nel Ranking della CBF e al 13º posto per risultati nella storia del campionato nazionale. Inoltre chiuse il Campeonato Brasileiro al 3º posto, portando 50.502 spettatori paganti al Maracanã per la semifinale contro il San Paolo, terminata 1-1.
L'anno seguente fu creato il Clube dos 13, che organizzò d'accordo con la CBF la I Copa União. L'America fu escluso dalla coppa e dovette disputare il campionato di seconda divisione. Lontano dalla competizioni per un anno, al ritorno retrocesse di nuovo in seconda divisione.

### 2000-2007
Nel 2000 avviene l'inaugurazione dell'Estádio Giulite Coutinho e provvedimenti economici. La squadra si qualificò per la Copa do Brasil 2004 e 2005.
Nel 2006 il club fu finalista nella Taça Guanabara e semifinalista nella Taça Rio. Nella Taça Guanabara, la squadra perse contro il Botafogo, davanti a 45 000 spettatori. Grazie a questa prestazione, si assicurò la presenza in Copa do Brasil 2007.
Nella Taça Guanabara 2007, il club approda alle semifinali, vincendo contro Vasco (2-1), Fluminense (2-0) e Botafogo (2-1).

### 2008
Per il 2008 l'America aveva ingaggiato come allenatore Ademir Fonseca, ma dopo la sconfitta al debutto contro il Duque de Caxias fu esonerato, venendo sostituito ad interim prima da Jorge Vieira e successivamente da Amarildo, ex giocatore della Nazionale di calcio brasiliana. Per la Taça Guanabara fu contattato Gaúcho, per cercare di evitare la retrocessione in seconda divisione del Campionato Carioca, ma non ci riuscì ed il 5 aprile la squadra retrocesse per la prima volta. L'America ha disputato 100 Campionati Carioca di prima divisione, poco sotto a Fluminense e Botafogo per numero di partecipazioni alla competizione.

### 2009
Il 12 agosto 2009 viene ingaggiato Romario, dopo un anno di inattività.
Svolge il ruolo di giocatore-dirigente.
Esordisce al 65' del 26 novembre 2009 in America-Artsul.
A dicembre, come allenatore della squadra, viene ingaggiato Bebeto, ex compagno di nazionale e amico di Romario.

### 2010
Il 14 febbraio 2010 viene esonerato dopo tre vittorie, un pareggio e quattro sconfitte nella fase preliminare del Campionato Carioca
Subentra a Bebeto il suo assistente Gabriel Vieira.

## Colori e simboli
L'America ispirò diversi club sportivi quali:
| Squadra             | Città                 | Attività     | Dettaglio                                                                    |
| ------------------- | --------------------- | ------------ | ---------------------------------------------------------------------------- |
| América-AM          | Manaus                | Calcio       | Fondazione societaria, nome del club, disegno dello stemma e colori sociali. |
| América-CE          | Fortaleza             | Polisportiva | Fondazione societaria, nome del club, disegno dello stemma e colori sociali. |
| América-RN          | Natal                 | Polisportiva | Fondazione societaria e nome del club.                                       |
| América-SE          | Propriá               | Calcio       | Fondazione societaria e nome del club.                                       |
| América-SP          | São José do Rio Preto | Calcio       | Fondazione societaria, nome del club, disegno dello stemma e colori sociali. |
| América-TR          | Três Rios             | Polisportiva | Fondazione societaria e nome del club.                                       |
| América de T. Otoni | Teófilo Otoni         | Calcio       | Fondazione societaria, nome del club, disegno dello stemma e colori sociali. |

## Organico

### Rosa 2018
| N. |                    | Ruolo | Calciatore      |
| -- | ------------------ | ----- | --------------- |
|    | Brasile (bandiera) | P     | Felipe          |
|    | Brasile (bandiera) | P     | Lucas           |
|    | Brasile (bandiera) | P     | Luis Guilherme  |
|    | Brasile (bandiera) | P     | Phillipe        |
|    | Brasile (bandiera) | D     | Belarmino       |
|    | Brasile (bandiera) | D     | Anderson Kunzel |
|    | Brasile (bandiera) | D     | Ciro            |
|    | Brasile (bandiera) | D     | Pessanha        |
|    | Brasile (bandiera) | D     | Eduardo         |
|    | Brasile (bandiera) | D     | Lucas Gama      |
|    | Brasile (bandiera) | D     | Marlon          |
|    | Brasile (bandiera) | D     | Matheus Felipe  |
|    | Brasile (bandiera) | D     | Bazezi          |
|    | Brasile (bandiera) | D     | Paulinho        |
|    | Brasile (bandiera) | D     | Rafael Morisco  |

| N. |                    | Ruolo | Calciatore      |
| -- | ------------------ | ----- | --------------- |
|    | Brasile (bandiera) | C     | Fernando Chagas |
|    | Brasile (bandiera) | C     | Leo Franco      |
|    | Brasile (bandiera) | C     | Leo Martins     |
|    | Brasile (bandiera) | C     | Lucas Bala      |
|    | Brasile (bandiera) | C     | Nivaldo         |
|    | Brasile (bandiera) | C     | Thiago          |
|    | Brasile (bandiera) | C     | Tiago Correa    |
|    | Brasile (bandiera) | A     | Allan           |
|    | Brasile (bandiera) | A     | Davi            |
|    | Brasile (bandiera) | A     | Giancarlos      |
|    | Brasile (bandiera) | A     | Hudson          |
|    | Brasile (bandiera) | A     | João Douglas    |
|    | Brasile (bandiera) | A     | Alfinete        |
|    | Brasile (bandiera) | A     | Juninho         |
|    | Brasile (bandiera) | A     | Yago            |

### Rosa 2010
| N. |                    | Ruolo | Calciatore       |
| -- | ------------------ | ----- | ---------------- |
|    | Brasile (bandiera) | P     | Marcelo Leite    |
|    | Brasile (bandiera) | P     | Roberto Neto     |
|    | Brasile (bandiera) | P     | Rodrigo Cafè     |
|    | Brasile (bandiera) | D     | Claudemir        |
|    | Brasile (bandiera) | D     | Rafael Tamba     |
|    | Brasile (bandiera) | D     | Ciro             |
|    | Brasile (bandiera) | D     | Daniel Melo      |
|    | Brasile (bandiera) | D     | Evandro          |
|    | Brasile (bandiera) | D     | Fábio Braz       |
|    | Brasile (bandiera) | D     | Roger            |
|    | Brasile (bandiera) | D     | Mael             |
|    | Brasile (bandiera) | D     | Junior           |
|    | Brasile (bandiera) | D     | Jaziel           |
|    | Brasile (bandiera) | D     | Osmar            |
|    | Brasile (bandiera) | D     | Rodrigo da Costa |
|    | Brasile (bandiera) | D     | Gerson Ramos     |

| N. |                    | Ruolo | Calciatore       |
| -- | ------------------ | ----- | ---------------- |
|    | Brasile (bandiera) | C     | Bruno Reis       |
|    | Brasile (bandiera) | C     | Jones Carioca    |
|    | Brasile (bandiera) | C     | Leandrinho       |
|    | Brasile (bandiera) | C     | Vitor Palito     |
|    | Brasile (bandiera) | A     | Allan            |
|    | Brasile (bandiera) | A     | Adriano de Souza |
|    | Brasile (bandiera) | A     | Daniel Morais    |
|    | Brasile (bandiera) | A     | Paty             |
|    | Brasile (bandiera) | A     | Felipe           |
|    | Brasile (bandiera) | A     | Romário          |

- Rosa, su america-rj.com.br. URL consultato il 15 febbraio 2010 (archiviato dall'url originale il 1º febbraio 2010).

## Palmarès

### Competizioni nazionali
- Torneio dos Campeões: 1

1982

### Competizioni statali
- Campeonato Carioca: 7

1913, 1916, 1922, 1928, 1931, 1935, 1960
- Campeonato Carioca Série A2: 3

2009, 2015, 2018
- Taça Guanabara: 1

1974
- Taça Rio: 1

1982
- Torneio Início do Rio de Janeiro: 1

1949

### Competizioni giovanili
- Campionato Carioca Sub-20: 6

1933, 1934, 1935, 1938, 1940, 1941

### Altri piazzamenti
- Campionato Carioca:

Secondo posto: 1911, 1914, 1917, 1921, 1943 (Torneo Relampago), 1944 (Torneo Municipal), 1946 (Torneo Relampago), 1950, 1954, 1955
Terzo posto: 1908, 1909, 1910, 1912, 1915, 1920, 1927, 1930, 1936, 1944 (Torneo Relampago), 1945, 1946 (Torneo Municipal), 1947, 1974, 1976, 1982
- Torneio Início do Rio-São Paulo:

Finalista: 1951